# Punta Sombría
La Punta Sombría (en inglés: Sombre Point) es una punta ubicada en el extremo noreste de la isla Saunders en las islas Sandwich del Sur.

## Historia
El nombre fue aplicado en 1981 por el Comité de Topónimos Antárticos del Reino Unido (UK-APC) y se refiere al aspecto oscuro de la roca basáltica y la ceniza presente en el área. El topónimo fue luego traducido al castellano.
La isla nunca fue habitada ni ocupada, y es reclamada por el Reino Unido como parte del territorio británico de ultramar de las Islas Georgias del Sur y Sandwich del Sur y por la República Argentina, que la hace parte del departamento Islas del Atlántico Sur dentro de la provincia de Tierra del Fuego, Antártida e Islas del Atlántico Sur.